# کلارنس پینکستون
کلارنس پینکستون (انگلیسی: Clarence Pinkston; ۱ فوریهٔ ۱۹۰۰ – ۱۸ نوامبر ۱۹۶۱) شیرجه‌رو اهل ایالات متحده آمریکا بود.